# Xanthopimpla adnata
Xanthopimpla adnata är en stekelart som beskrevs av Chao 1997. Xanthopimpla adnata ingår i släktet Xanthopimpla och familjen brokparasitsteklar. Inga underarter finns listade i Catalogue of Life.